# Resolutie 814 Veiligheidsraad Verenigde Naties
Resolutie 814 van de Veiligheidsraad van de Verenigde Naties werd unaniem door de
VN-Veiligheidsraad aangenomen op 26 maart 1993.

## Achtergrond
In 1960 werden de voormalige kolonies Brits Somaliland en Italiaans Somaliland onafhankelijk en
samengevoegd tot Somalië. In 1969 greep het leger de macht en werd Somalië een socialistisch-islamitisch
land. In de jaren 1980 leidde het verzet tegen het totalitair geworden regime tot een
burgeroorlog en in 1991 viel het centrale regime. Sindsdien beheersten verschillende groeperingen elk
een deel van het land en enkele delen scheurden zich ook af van Somalië.

## Inhoud

### Waarnemingen
De Veiligheidsraad hield rekening met resolutie 47/167
die de Algemene Vergadering eind 1992 had aangenomen en loofde
de lidstaten die volgend op resolutie 794
voor een veilige omgeving voor hulpverleningsoperaties in Somalië hadden gezorgd.
De United Task Force (UNITAF) moest gefaseerd overgaan in de UNOSOM-missie die werd uitgebreid tot
UNOSOM II. Intussen bleef het geweld in Somalië doorgaan wat het verzoeningsproces in gevaar bracht.
Ook tegen de hulpverleners in het land werd geweld gepleegd en het internationaal humanitaire recht werd massaal
met de voeten getreden en er was geen rechtsstaat in Somalië.
De Somalische bevolking was ultiem verantwoordelijk voor de verzoening in en heropbouw van hun land. Er moest een
programma komen om alle partijen in Somalië te ontwapenen, de hulpverlening moest worden verdergezet en de
politieke instellingen en economie van het land moesten worden hersteld. De hongersnood en droogte hadden
samen met de gevechten de productie van grondstoffen vernietigd.
Landen en organisaties die hulp boden werden bedankt. Ook de inspanningen van de eerste UNOSOM-missie werden
geprezen en de hulp van Somaliës buurlanden door onder meer vluchtelingen op te nemen werd gewaardeerd.
Er moest overleg komen om tot een verzoening te komen en een overgangsregering op te zetten. Erg belangrijk om de
rust te herstellen was dat er een lokale en regionale overheid kwam. Alle lagen van de Somalische maatschappij
moesten daaraan deelnemen, met eventuele hulp van de VN.

### Handelingen

#### A
De Veiligheidsraad was tevreden dat de secretaris-generaal een Conferentie voor de Nationale Verzoening van
Somalië het opgezet en de vooruitgang die al was gemaakt bij die verzoening. Alle Somali, bewegingen, fracties,
gemeenschapsleiders, vrouwen, professionelen, intellectuelen, ouderen en andere, moesten op de conferentie
vertegenwoordigd zijn.
Van 11 tot 13 maart werd in Addis Abeba de Derde VN-Coördinatievergadering voor Humanitaire
Hulp aan Somalië gehouden. De Raad was hierover en over de bereidheid van de landen om te blijven helpen tevreden.
De secretaris-generaal moest via zijn Speciale Vertegenwoordiger de humanitaire hulp aan de Somalische bevolking
bezorgen en hen helpen met het herstel van hun politieke instellingen en economie en de verzoening.
Hij moest in het bijzonder:
a. Helpen met de humanitaire hulp en het economisch herstel.
b. Helpen met de terugkeer van vluchtelingen en ontheemden.
c. Helpen met de verzoening met deelname van alle lagen van de bevolking en het herstel van de nationale- en regionale instellingen en het bestuur.
d. Helpen met het herstel van de politie, vrede, stabiliteit en wet.
e. Helpen met het opzetten van een ontmijningsprogramma.
f. Openbare informatie-activiteiten ontwikkelen ter ondersteuning van de VN-activiteiten.
g. Zorgen voor omstandigheden waarin de Somalische maatschappij een rol kan spelen in het verzoeningsproces.

#### B
De Veiligheidsraad besloot UNOSOM-macht en het mandaat hiervan uit te breiden. UNOSOM II's mandaat werd geautoriseerd voor een periode die liep tot 31 oktober 1993.
Ontwapening werd als cruciaal gezien en de Veiligheidsraad eiste dat alle partijen de verbintenissen die ze
aangingen nakwamen, vooral de uitvoering van een staakt-het-vuren, en de veiligheid van het VN-personeel en
dat van hulporganisaties verzekerden.
De secretaris-generaal werd gevraagd om met behulp van UNOSOM II de instelling van het wapenembargo te gaan
ondersteunen in Somalië en hierover te rapporteren met aanbevelingen. Alle landen, en vooral de buurlanden, werden
opgeroepen hiermee te helpen. De secretaris-generaal werd ook gevraagd voor beveiliging te zorgen bij de terugkeer
van vluchtelingen en de vestiging van ontheemden.

#### C
De secretaris-generaal werd gevraagd zich over de fondsen voor Somalië te ontfermen en extra middelen te zoeken.
Hij moest de Raad ook op de hoogte houden en zo snel mogelijk aanbevelingen doen met betrekking tot de oprichting van een
Somalische politiemacht. Vervolgens moest hij minstens elke 90 dagen rapporteren over de voortgang.
De Veiligheidsraad zelf besliste zich tegen 31 oktober te beraden over die vooruitgang.

## Verwante resoluties
- Resolutie 775 Veiligheidsraad Verenigde Naties (1992)
- Resolutie 794 Veiligheidsraad Verenigde Naties (1992)
- Resolutie 837 Veiligheidsraad Verenigde Naties
- Resolutie 865 Veiligheidsraad Verenigde Naties

Lijst ·  800 ·  801 ·  802 ·  803 ·  804 ·  805 ·  806 ·  807 ·  808 ·  809 ·  810 ·  811 ·  812 ·  813 ·  814 ·  815 ·  816 ·  817 ·  818 ·  819 ·  820 ·  821 ·  822 ·  823 ·  824 ·  825 ·  826 ·  827 ·  828 ·  829 ·  830 ·  831 ·  832 ·  833 ·  834 ·  835 ·  836 ·  837 ·  838 ·  839 ·  840 ·  841 ·  842 ·  843 ·  844 ·  845 ·  846 ·  847 ·  848 ·  849 ·  850 ·  851 ·  852 ·  853 ·  854 ·  855 ·  856 ·  857 ·  858 ·  859 ·  860 ·  861 ·  862 ·  863 ·  864 ·  865 ·  866 ·  867 ·  868 ·  869 ·  870 ·  871 ·  872 ·  873 ·  874 ·  875 ·  876 ·  877 ·  878 ·  879 ·  880 ·  881 ·  882 ·  883 ·  884 ·  885 ·  886 ·  887 ·  888 ·  889 ·  890 ·  891 ·  892